# Robert Morley

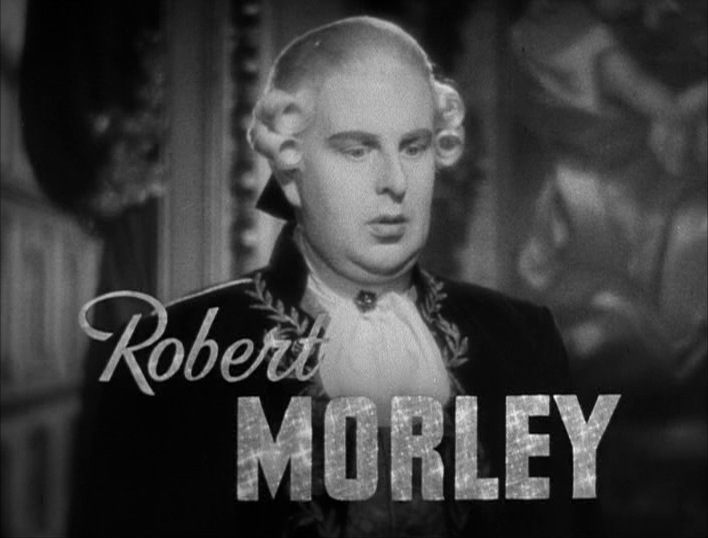
Robert Morley

Robert Morley (n. 26 mai 1908, Semley⁠(d), Sedgehill and Semley⁠(d), Anglia, Regatul Unit al Marii Britanii și Irlandei – d. 3 iunie 1992, Reading, Anglia, Regatul Unit) a fost un actor englez de film.

## Filmografie completă
- Scrooge (1935) - bogătaș (nemenționat)
- Marie Antoinette (1938) - regele Ludovic al XVI-lea al Franței
- You Will Remember (1941) - Tom Barrett / Leslie Stuart
- Major Barbara (1941) - Andrew Undershaft
- The Big Blockade (1942) - German: Von Geiselbrecht
- This Was Paris (1942) - Van Der Stuyl
- Partners in Crime (1942, Short) - Judge (nemenționat)
- The Foreman Went to France (1942) - Mayor Coutare of Bivary
- The Young Mr. Pitt (1942) - Charles James Fox
- I Live in Grosvenor Square (aka A Yank in London) (1945), - Duke of Exmoor
- The Ghosts of Berkeley Square (1947) - Gen. "Jumbo" Burlap
- The Small Back Room (1949) (credited - "A Guest") - The Minister (nemenționat)
- Edward, My Son (1949) - Cameo (nemenționat)
- Outcast of the Islands (1951) - Elmer Almayer
- Regina africană (The African Queen, 1951) - Reverend Samuel Sayer, "The Brother"
- Curtain Up (1952) (opposite Margaret Rutherford) - Harry Derwent Blacker
- The Story of Gilbert and Sullivan (1953) - W.S. Gilbert
- Melba (1953) - Oscar Hammerstein I
- The Final Test (1953) - Alexander Whitehead
- Mai tare ca diavolul (Beat the Devil, 1953) - Peterson
- The Good Die Young (1954) - Sir Francis Ravenscourt
- The Rainbow Jacket (1954) - Lord Logan
- Beau Brummell (1954) - King George III
- The Adventures of Quentin Durward (1955) - Louis XI of France
- A Likely Tale (1956, TV Movie) - Oswald Petersham / Jonah Petersham
- Loser Takes All (1956) - Dreuther
- Ocolul Pământului în 80 de zile (Around the World in 80 Days, 1956) - Gauthier Ralph
- Fanny (1956, TV Movie) - Panisse
- Law and Disorder (1958) - Judge Crichton
- The Sheriff of Fractured Jaw (1958) - Uncle Lucius
- The Doctor's Dilemma (1959) - Sir Ralph Bloomfield-Bonington
- The Journey (1959) - Hugh Deverill
- Libel (1959) - Sir Wilfred
- The Battle of the Sexes (1959) - Robert MacPherson
- Oscar Wilde (1960) - Oscar Wilde
- A Majority of One (1960, TV Movie) - Koichi Asano
- The Story of Joseph and His Brethren (1961) - Potiphar
- 1961 Tinerii (The Young Ones) - Hamilton Black
- Go to Blazes (1962) - Arson Eddie
- The Road to Hong Kong (1962) - Leader of the 3rd Echelon
- The Boys (1962) - Montgomery
- Nine Hours to Rama (1963) - P.K. Mussadi
- Crimă la galop (Murder at the Gallop', 1963) - Hector Enderby, ca adversar al personajului interpretat de Margaret Rutherford, Miss Marple
- The Old Dark House (1963) - Roderick Femm
- Take Her, She's Mine (1963) - Mr. Pope-Jones
- Ladies Who Do (1963) - Colonel Whitforth
- Hot Enough for June (1964) - Colonel Cuncliffe
- Robii (Of human bondage), regia Henry Hathaway, Ken Hughes, Bryan Forbes (1964) - Dr. Jacobs
- Rhythm 'n' Greens (1964, Short) - Narrator
- Topkapi (1964) - Cedric Page
- Ginghis Han (1965) - Împăratul Chinei
- Acei oameni minunați în mașinile lor zburătoare (Those Magnificent Men in their Flying Machines, 1965) - Lord Rawnsley
- A Study in Terror (1965) - Mycroft Holmes
- The Loved One (1965) - Sir Ambrose Ambercrombie
- Life at the Top (1965) - Tiffield
- The Dot and the Line: A Romance in Lower Mathematics (1965) - Narrator
- The Alphabet Murders (aka The ABC Murders) (1965) - Captain Arthur Hastings
- Treasure Island (1965, Short)
- Tender Scoundrel (1966) - Lord Swift
- Hotel Paradiso (1966) - Henri Cotte
- Lucy in London (1966, TV Movie)
- Way...Way Out (1966) - Harold Quonset
- Finders Keepers (1966) - Colonel Roberts
- The Trygon Factor (1966) - Hubert Hamlyn
- Woman Times Seven (1967) - Dr. Xavier - episode "Super Simone"
- Luther (1968 TV movie) - Pope Leo X
- Hot Millions (1968) - Caesar Smith
- Some Girls Do (1969) - Miss Mary
- Sinful Davey (1969) - Duke of Argyll
- Twinky (1969) - Judge Roxborough
- Doctor in Trouble (1970) - Captain George Spratt
- Cromwell (1970) - The Earl of Manchester
- Song of Norway (1970) - Berg
- When Eight Bells Toll  (1971) - Uncle Arthur
- Many Moons (1973, Short) - Narrator
- Theatre of Blood (1973) - Meredith Merridew
- Great Expectations (1974, film TV) - Uncle Pumblechook
- Hugo the Hippo (1976) - The Sultan (voice)
- The Blue Bird (1976) - Father Time
- The Fortune Hunters (1976, TV Movie) - Mr. Justice Bosanquet
- Who Is Killing the Great Chefs of Europe? (aka Too Many Chefs) (1978) - Max Vandeveer
- The Human Factor (1979) - Dr. Percival
- Scavenger Hunt (1979) - Charles Bernstein
- Tales of the Unexpected (1980) - Harry Knox
- Oh! Heavenly Dog (1980) - Bernie
- Loophole (1981) - Godfrey
- The Great Muppet Caper (1981) - British Gentlemen
- The Deadly Game (1982, film TV) - Emile Carpeau
- High Road to China (1983) - Bentik
- The Old Men at the Zoo (1983, mini-serie TV BBC) - Lord Godmanchester
- Second Time Lucky (1984) - God
- Alice in Wonderland (1985, film TV) - King of Hearts
- The Wind (1986, direct to video) - Elias Appleby
- The Trouble with Spies (1987) - Angus
- Little Dorrit (1988) - Lord Decimus Barnacle
- War and Remembrance (1988–1989, TV Series) - Alistair Tudsbury
- The Lady and the Highwayman (1989, film TV) - Lord Chancellor
- A Troll in Central Park (1994) - Llort (voce) (înregistrat inițial în producție înainte de moarte, dar înlocuit cu Charles Nelson Reilly)
- Istanbul (1989) - Atkins (final film role)